# Nicolae Stanciu
Nicolae Claudiu Stanciu (ur. 7 maja 1993 w Alba Iulia) – rumuński piłkarz, grający na pozycji ofensywnego pomocnika lub skrzydłowego w saudyjskim klubie Damac FC oraz w reprezentacji Rumunii, której jest kapitanem. Uczestnik Mistrzostw Europy 2016 i 2024.

## Kariera klubowa
W wieku 7 lat trafił do klubu Unirea Alba Iulia, w którym pobierał piłkarską naukę. Właśnie w tym klubie debiutował w drugiej lidze rumuńskiej, mając zaledwie 15 lat i 18 dni. Mając 16 lat i 11 miesięcy zadebiutował w rumuńskiej ekstraklasie. Po rozegraniu zaledwie kilku meczów chciał go wykupić niemiecki VfB Stuttgart. Bacznie przyglądały mu się również Chelsea F.C., UC Sampdoria i Celtic F.C.
W 2011 trafił do FC Vaslui, w którym spędził 1,5 roku. Od lata 2013 był graczem zespołu Steaua Bukareszt. Umowę podpisał już w marcu, a jego nowy klub musiał za niego zapłacić 700 tys. euro. Z nowym pracodawcą podpisał 5-letni kontrakt, w którym zawarto klauzulę odstępnego dla potencjalnych nabywców, wynoszącą 20 mln euro.
W maju 2012 znalazł się w gronie dziesięciu młodych piłkarzy wybranych przez sport.ro jako największe nadzieje rumuńskiej piłki.
29 sierpnia 2016 dołączył do belgijskiego RSC Anderlecht, za kwotę 7,8 mln euro, która po spełnieniu bonusowych zapisów mogła się zwiększyć do 9,9 mln euro. Zainteresowanie zawodnikiem ciągle wyrażała Chelsea, jednak Gigi Becali, prezes Steauy, odrzucał oferty Chelsea, ponieważ były dla niego niesatysfakcjonujące.
18 stycznia 2018 podpisał kontrakt z czeskim klubem Sparta Praga. Nie ujawniono za jaką kwotę Sparta zakupiła Stanciu, jednak pogłoski prasowe mówiły o 4,6 mln euro, co byłoby rekordem transferowym w Czechach.
28 stycznia 2019 Stanciu został sprzedany za 260 mln koron (10 mln euro) do saudyjskiego Al-Ahli. W saudyjskim klubie zagrał jedynie 10 meczów i opuścił klub ze względu na jego problemy finansowe. 4 lipca 2019 Slavia Praga wykupiła kartę zawodniczą piłkarza, dzięki czemu od nowego sezonu reprezentował on mistrza Czech.

## Kariera reprezentacyjna
Ma na koncie występy w juniorskich kadrach Rumunii. Znalazł się w kadrze U-19 na mistrzostwa Europy rozgrywane w 2011 roku. Wystąpił podczas turnieju w meczu z Czechami. Wystąpił także 2 lutego 2013 roku w nieoficjalnym meczu reprezentacji Rumunii przeciwko Polsce. Na boisku przebywał przez całą pierwszą połowę.

## Sukcesy
Steaua Bukareszt
- Mistrzostwo Rumunii: (2): 2013/14, 2014/15
- Zdobywca Superpucharu Rumunii (1): 2013
- Zdobywca  Pucharu Rumunii (1): 2014/15
- Zdobywca Pucharu Ligi Rumuńskiej (2): 2014/15, 2015/16

RSC Anderlecht
- Mistrzostwo Belgii (1): 2016/17
- Zdobywca Superpucharu Belgii (1): 2017

Slavia Praga
- Mistrzostwo Czech (1): 2019/20